# Phymodius nitidus
Phymodius nitidus är en kräftdjursart som först beskrevs av James Dwight Dana 1852.  Phymodius nitidus ingår i släktet Phymodius och familjen Xanthidae. Inga underarter finns listade i Catalogue of Life.